# Pucok Alue (Cot Girek)
Pucok Alue is een bestuurslaag in het regentschap Aceh Utara van de provincie Atjeh, Indonesië. Pucok Alue telt 280 inwoners (volkstelling 2010).